# 에드윈 톰슨 제인스

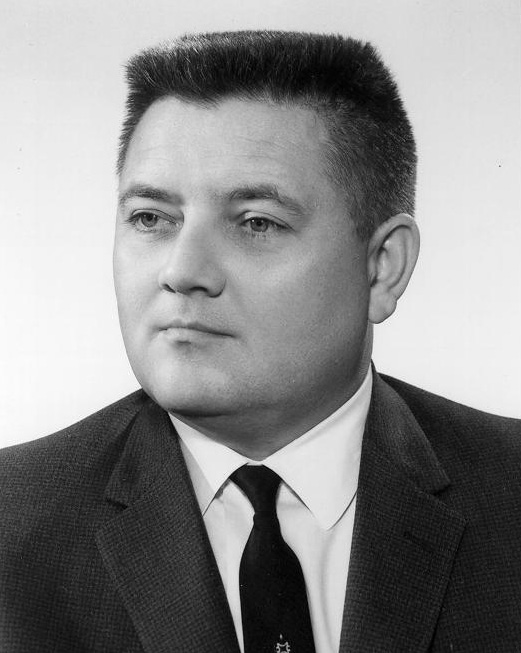

에드윈 톰슨 제인스(Edwin Thompson Jaynes 1922년 7월 5일 – 1998년 4월 30일)는 세인트루이스에 있는 워싱턴 대학의 저명한 물리학 교수였다. 그는 통계역학과 확률 및 통계적 추론의 기초에 대해 광범위하게 저술했다. 제인스는 확률론의 해석을 논리학의 확장으로 하려 하였다.
1963년 프레드 커밍스와 함께 제인스-커밍스 모델을 제안했다.
그의 작업의 특별한 초점은 사전 확률 분포를 할당하기 위한 논리적 원칙의 구성이었다.